# Campionat britànic de trial 2003
La temporada de 2003 del Campionat britànic de trial fou la 53a edició d'aquest campionat, organitzat per l'ACU. El calendari oficial constava de 6 proves puntuables.

## Classificació final
| Posició | Pilot              | Motocicleta | Punts |
| ------- | ------------------ | ----------- | ----- |
| 1       | Graham Jarvis      | Sherco      | 120   |
| 2       | Steve Colley       | Gas Gas     | 98    |
| 3       | Sam Connor         | Gas Gas     | 92    |
| 4       | Shaun Morris       | Gas Gas     | 80    |
| 5       | Michael Phillipson | Beta        | 63    |
| 6       | Ben Hemingway      | Beta        | 55    |
| 7       | Mika Vesterinen    | Gas Gas     | 55    |
| 8       | Ian Austermuhle    | Beta        | 50    |
| 9       | Gary MacDonald     | Sherco      | 42    |
| 10      | Dan Thorpe         | Gas Gas     | 27    |